# Pirámide de la Movilidad

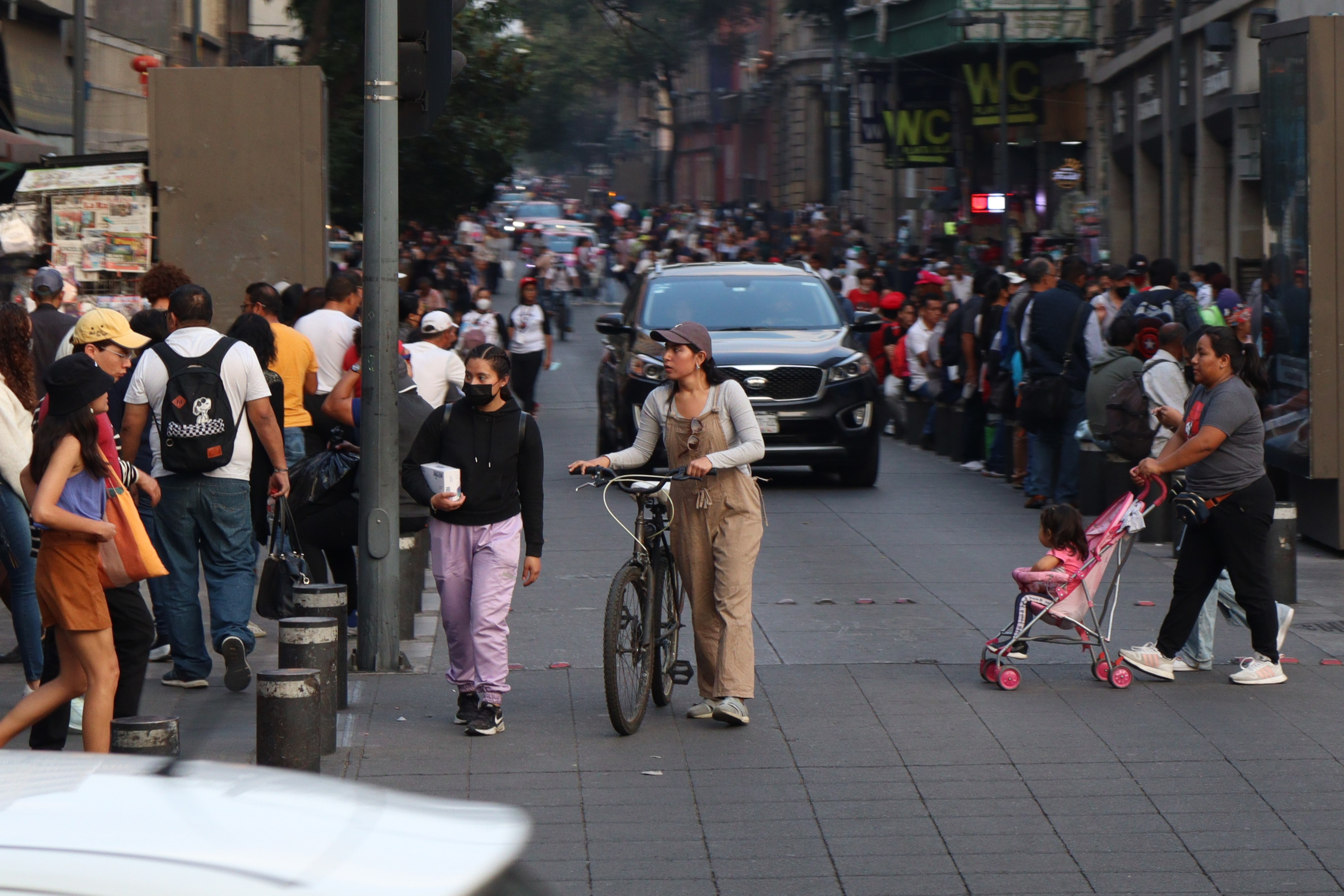
Peatones en Ciudad de México

La pirámide o jerarquía de la movilidad es una estrategia de planificación urbana que establece una jerarquía de preferencia entre los diferentes modos de transporte que coexisten en las ciudades. Su objetivo principal es promover la equidad y sostenibilidad en el espacio público, dando prioridad a las personas usuarias más vulnerables y a aquellos medios de transporte que son más eficientes, sostenibles y menos dañinos para el medio ambiente. El enfoque es poner en primer lugar a las personas peatonas y ciclistas, seguidos del transporte público, y dejando al final los automóviles privados. 

## Estructura de la Pirámide
La pirámide de movilidad se presenta generalmente como una pirámide invertida, donde en la parte superior se encuentran los modos de transporte más vulnerables y menos contaminantes, y en la base, los modos de transporte que generan más externalidades negativas, como la congestión vehicular y la contaminación. La jerarquía, comúnmente, sigue este orden:
1. Peatones: las personas que se desplazan a pie y en silla de ruedas, incluyendo a personas con discapacidad, adultas mayores, infancias y sus cuidadoras. Son considerados los usuarios más vulnerables del espacio público y, por tanto, ocupan el lugar más alto en la jerarquía.[4]
2. Ciclistas: las bicicletas representan un medio de transporte eficiente y sostenible que, además de no emitir contaminantes, ocupa poco espacio en comparación con otros vehículos motorizados.[2]
3. Transporte público: buses, trenes, tranvías y otros medios de transporte público son priorizados por su capacidad de mover a grandes cantidades de personas de manera más eficiente y con menos impacto ambiental que los automóviles privados.[2]
4. Transporte de carga: los vehículos de carga, esenciales para la distribución de bienes, ocupan un lugar importante en la jerarquía, aunque deben ser regulados para minimizar su impacto en la circulación y el medio ambiente.[2]
5. Automóviles y motocicletas privados: en la base de la pirámide se encuentran los automóviles y las motocicletas, que, aunque son medios de transporte muy extendidos, generan la mayor cantidad de emisiones contaminantes, consumen más espacio en las vialidades y son menos eficientes en cuanto a ocupación.[2]

## Objetivos y beneficios
El principal objetivo de la pirámide de movilidad es revertir la histórica priorización del automóvil privado en las políticas de movilidad urbana, favoreciendo modos de transporte que promuevan la equidad, seguridad vial y sostenibilidad ambiental. Entre los beneficios más destacados de la implementación de esta jerarquía están:
- Mayor seguridad vial: al priorizar a los usuarios más vulnerables, como peatones y ciclistas, se fomenta la creación de infraestructuras más seguras y diseñadas para prevenir accidentes.
- Equidad social: garantizar que todos los usuarios del espacio público, sin importar su medio de transporte, tengan acceso a una movilidad segura y eficiente.
- Reducción de la contaminación: al promover el uso de modos de transporte no motorizados y más eficientes, se busca disminuir las emisiones de gases de efecto invernadero.

## Aplicación en el mundo
Este enfoque ha sido adoptado en diversas ciudades alrededor del mundo como una herramienta clave para el desarrollo de políticas de movilidad.

### México

#### Ciudad de México
En Ciudad de México, la jerarquía de movilidad ha sido incorporada en el Manual de Calles de la Secretaría de Desarrollo Agrario, Territorial y Urbano (SEDATU), el cual promueve un diseño vial enfocado en una movilidad sostenible y equitativa. Este enfoque prioriza a los peatones, ciclistas y usuarios del transporte público sobre el uso de vehículos motorizados. Iniciativas como la expansión de ciclovías y el fomento del uso de transporte público reflejan la aplicación de estos principios.
La ciudad ha avanzado en la implementación de esta pirámide de movilidad con la creación de corredores peatonales, ciclovías y el impulso a sistemas como Ecobici (bicicletas compartidas) y el Metrobús (transporte público en carriles exclusivos). Además, la Ley de Movilidad de 2014 establece explícitamente la prioridad en infraestructura y políticas, poniendo primero a peatones y ciclistas, seguido por el transporte público, y finalmente, los vehículos motorizados.

### Países Bajos
La pirámide de movilidad prioriza a los peatones y ciclistas, fomentando un enfoque de transporte sostenible y seguro. Los peatones tienen la mayor prioridad, con amplias aceras, zonas de baja velocidad y cruces diseñados para su seguridad. Los ciclistas también ocupan un lugar destacado gracias a una extensa red de ciclovías segregadas y estaciones de aparcamiento para bicicletas. El transporte público juega un papel clave, con un sistema integrado y eficiente. En cambio, los automóviles privados tienen menor prioridad, y su uso se desincentiva mediante medidas como altos costos de estacionamiento y la reducción de carriles en zonas urbanas densamente pobladas.